# Agostina Segatori siedząca w kawiarni du Tambourin
Agostina Segatori siedząca w kawiarni du Tambourin lub Agostina Segatori siedząca w Cafe du Tambourin (hol. Agostina Segatori in het Cafè du Tambourin, ang. Agostina Segatori Sitting in the Cafe du Tambourin) – obraz olejny namalowany przez Vincenta van Gogha na przełomie lutego i marca 1887 podczas jego pobytu w Paryżu. Nr kat.: F 370, JH 1208.

## Historia
Agostina Segatori (1841–1910), Włoszka, była właścicielką restauracji Café du Tambourin, położonej przy Boulevard Clichy. Przybyła ona do Paryża z południa Włoch jako modelka – ciemnowłosa, zmysłowa piękność o wielkich oczach. Jej restauracja miała charakter etniczny – potrawy były inspirowane kuchnią neapolitańską, neapolitańskie były również stroje kelnerek.
Nazwa lokalu, którego właścicielką była Segatori, została wzięta od krzeseł i blatów stolików w kształcie ogromnych tamburyn. Vincent van Gogh przez krótki czas miał z Segatori romans, namalował szereg jej obrazów; do kilku z nich pozowała mu nago.
Van Gogh miał umowę z Segatori, polegającą na tym, iż mógł się stołować w jej lokalu w zamian za kilka obrazów tygodniowo. Większość z nich stanowiły martwe natury z kwiatami. Obrazy wystarczyły na kilka miesięcy, dopóki restauracja nie zbankrutowała. Kiedy została sprzedana, wszystkie obrazy Vincenta zostały zrzucone na stertę i sprzedane za symboliczną sumę. Wkrótce van Gogh i Segatori zerwali ze sobą, właścicielka zamknęła przed nim drzwi restauracji na klucz i artysta musiał je wyważyć, żeby odzyskać swoje japońskie drzeworyty. Jest jedno interesujące odniesienie do Segatori w liście napisanym do brata Theo, który wówczas przebywał w Holandii. Nawiązując do własnej eksmisji van Gogh pisał wówczas:

Jeśli chodzi o panią Segatori, to całkiem inna sprawa, ja ciągle czuję do niej miłość i mam nadzieję, że ona do mnie trochę też. Ale ona jest teraz w niezręcznej sytuacji ani wolna, ani kochanka we własnym domu, a przede wszystkim czuje się źle i jest chora. Chociaż... nie chcę mówić tego publicznie – osobiście jestem przekonany, że ona poddała się aborcji (o ile, rzecz jasna, nie poroniła) – cokolwiek by to było, w jej sytuacji nie potępiałbym jej.

## Opis
Portret przedstawia Agostinę Segatori siedzącą wewnątrz własnego lokalu przy jednym ze stolików w kształcie tamburyna. Dominantą obrazu jest jedyna w swoim rodzaju fryzura kobiety ubranej w strój ludowy. Jej wielkie, melancholijne oczy sprawiają, że dzieło ma szczególny, starannie przemyślany klimat, będący przeciwieństwem uwielbianej przez impresjonistów atmosfery anonimowości. Całości kompozycji dopełniają egzotyczne akcenty – wachlarz na krześle i japońskie drzeworyty w tle. Czułości i ciepła dodaje obrazowi papieros w ręku kobiety i szklanka piwa stojąca przed nią na stole.